# Glattrand-Gelenkschildkröte
Die Glattrand-Gelenkschildkröte (Kinixys belliana) ist eine in Afrika beheimatete und weit verbreitete Landschildkröte. Sie erreicht eine Größe von etwa 22 cm. Sie kommt in Äthiopien, Kenia, der D.R. Kongo, Malawi, Mosambik, Sambia, Simbabwe, Somalia, Südafrika, Sudan und Tansania (einschließlich Sansibar) vor. Ihr Lebensraum sind feuchte Savannen, Wälder und Dickichte. 

## Unterarten und deren Verbreitungsgebiet
Die Art Glattrand-Gelenkschildkröte gehört zur Unterordnung der Halsberger (Cryptodira) und dort zur Gattung der Gelenkschildkröten (Kinixys). Es sind drei Unterarten bekannt:
- Ostafrikanische Glattrandgelenkschildkröte (Kinixys belliana belliana) ist die Nominatform, die vom Nordosten der Demokratischen Republik Kongo über Äthiopien und Somalia bis Uganda und dem Westen Kenias vorkommt.
- Westafrikanische Glattrandgelenkschildkröte (Kinixys belliana nogueyi), die vom westafrikanischen Senegal bis Kamerun und der Zentralafrikanischen Republik vorkommt.
- Kinixys belliana zombensis, die vom Nordosten Kenias bis in den Nordosten Südafrikas natürlich verbreitet ist. In Madagaskar wurde sie eingeführt und hat sich dort etabliert.

## Erscheinungsbild
Die Glattrand-Gelenkschildkröten haben eine Carapaxlänge von bis zu 22 Zentimeter. Die Farbe des Rückenpanzers ist sehr uneinheitlich. Sie reicht von einer hellen Hornfarbe über ein Gelbgrün, Gelblich oder Rotbraun. Wie alle Gelenkschildkröten weist auch die Glattrand-Gelenkschildkröte im hinteren Teil des Rückenpanzers ein Scharnier auf, durch das sie in der Lage ist, den Panzer herunterzuklappen und auf diese Weise Schwanz und die hinteren Gliedmaßen zu schützen. Dies ist nur bei ausgewachsenen Tieren zu finden. Bei Jungtieren fehlt dies noch. Sie weisen lediglich eine geringfügige Verschiebung der Rand- und Rippenschilde im hinteren Bereich des Körpers auf.

## Lebensweise
Die Glattrand-Gelenkschildkröte ernährt sich von pflanzlicher und tierischer Kost und benötigt eine wärmere und feuchtere Umgebung, als die in Europa heimische Griechische Landschildkröte. 
Die Eiablage findet von November bis März statt. Es werden zwei bis sechs Eier gelegt, zwei Eiablagen im Jahr sind möglich.
Aufgrund von Biotopzerstörungen und Absammlung gehört die Glattrand-Gelenkschildkröte zu den stark gefährdeten Tierarten. Da sie zudem schwer zu pflegen ist, sollte von einer Terrarienhaltung Abstand genommen werden. 

## Nachweise